# Family portrait
Family portrait, est un tableau, réalisé par Niki de Saint Phalle entre 1954 en 1955. Il fait partie des tout premiers essais de l'artiste autodidacte qui avait commencé à peindre des huiles sur toiles. De ces premiers travaux, il reste  d'autres toiles témoignant de sa démarche   dont : La Fête , 125 × 170 cm. C'est par ces première peintures, inspirées de divers créateurs comme Jean Fautrier , Jean Dubuffet ou le groupe CoBrA, que la jeune femme a pu sortir de son cauchemar, ainsi qu'elle le raconte  dans Harry and me.

## Contexte
En 1953, Niki et Harry ont déjà près de quinze ans de vie commune quand apparaissent des difficultés relationnelles entre les époux. Malgré leurs nombreux voyages en Europe et les travaux artistiques de chacun d'eux (Harry écrit, Niki commence à dessiner), la jeune femme est victime d'une grave dépression nerveuse.
Dans ce contexte de tension, le traumatisme subi dans son enfance (son père l'a violée à l'âge de douze ans) et la crise du couple la conduisent à l'hôpital psychiatrique de Nice où elle est soignée, avec notamment l'usage des électrochocs.
Elle s'en sort grâce à l'art. En 1981, dans le catalogue de l'exposition à Duibourg, elle écrit : « J'ai commencé à peindre chez les fous, atteinte de dépression nerveuse. J'y ai découvert l'univers sombre de la folie et sa guérison. » C'est après avoir découvert les peintres du groupe CoBrA, Jean Fautrier et Jean Dubuffet que Niki de Saint Phalle ose se lancer dans des tableaux de grande taille « à cette époque j'absorbais comme une éponge tout ce que je voyais dans les musées parisiens, c'est là que je découvris Whols, Fautrier, Dubuffet ». Elle fut vivement encouragée par  Hugh Weiss.

## Le tableau
Cette œuvre-ci est à la fois une délivrance et un exorcisme : Niki de Saint Phalle y représente un peu à la manière des artistes de l'art brut, une famille. Avec, au premier plan, raides et droits, les parents. En arrière-plan, dans une petite lucarne une jeune fille  qui  pourrait être elle-même. On trouve déjà, dans les volutes décoratives, les premières marques de ce qui va devenir le  style de Niki. C'est l'époque, aussi où Niki peint des scènes de familles, des invitations à l'heure du thé. De temps en temps, la petite Laura  prend part au processus de création de sa mère : elle peint une prédelle enfantine sous la composition de sa mère : Entre la ville et la fleur (1958), huile  et objets divers sur toile, 161 × 113 cm.